# Rita Gantois
Rita Gantois (Veurne, 14 juni 1958) is een voormalig Belgisch politica uit Vlaanderen actief voor de Nieuw-Vlaamse Alliantie (N-VA).

## Levensloop
Gantois werd beroepshalve winkelbediende en meewerkende echtgenote op het landbouwbedrijf van haar man. Ook engageerde ze zich bij Femma en werd ze voorzitster van het Forum van Vlaamse Vrouwen in Koksijde.
Ze werd politiek actief voor de Volksunie en daarna de N-VA. Van 1995 tot 2000 was Gantois voorzitter van het OCMW in Koksijde en sinds begin 2001 zetelde ze in de gemeenteraad van Koksijde. Van 2016 tot 2018 was ze als schepen van Cultuur, Erfgoed en Internationale Samenwerking lid van het college van burgemeester en schepenen. Ook was ze tot in 2014 lid van het directiecomité en de raad van bestuur van het Autonoom Gemeentebedrijf van Koksijde. In juli 2020 nam Gantois ontslag uit de gemeenteraad van Koksijde, waarmee ze haar politieke loopbaan beëindigde.
Bij de federale verkiezingen van 25 mei 2014 verkozen met 14.696 voorkeurstemmen als lid van de Kamer van volksvertegenwoordigers voor de kieskring West-Vlaanderen. Ze bleef dit tot in 2019 en was toen kandidaat voor het Vlaams Parlement, maar werd niet verkozen.
Ze is gehuwd, moeder van drie dochters en grootmoeder van zes kleinkinderen.